# Mouzaki (Zakynthos)
Mouzaki  este un oraș în Grecia în prefectura Zakynthos.